# Herdersem
Herdersem belga település a flandriai Kelet-Flandria tartományban, Aalst körzetben található, közigazgatásilag Aalst (Kelet-Flandria) városának része. Területe 5,33 km², lakossága 2600 fő. A szomszédos  Baardegem, Meldert és Moorsellel a „Faluintjesgemeenten” faluszövetség és hagyományőrző testület tagja.

## Története
A település környéke már feltehetően a 7. században lakott volt, elsősorban a Dender folyó mellett található Ham környéke. Itt született Szent Gudula, aki Brüsszel védőszentje lett. Csak 868-869-ben tűnik fel a "Hardigisheim" név a lobbesi apátság birtoknyilvántartásában. A település neve, a szomszédos Baardegemhez hasonlóan, germán eredetű, alkotóelemei egy személynév (Hardigis), egy többes képző (inga) valamint egy helyhatározó (heim) összevonásából származik, és Hardigis leszármazottainak lakhelyét jelöli.
A falu és környéke a Flamand Grófsághoz tartozott és a 11. század körül a Herdersem család birtokában volt. A 13. századtól kezdve a falu többször is gazdát cserélt, míg a 16. században a neves Valdez család birtoka lett. A Valdez család feje 1620-ban bárói címet szerzett magának és leszármazottainak. A falu utolsó birtokosai a du Bois család volt.
Herdersem urainak bőkezűsége miatt a falu legnagyobb földbirtokosa a közeli affligemi apátság volt.
A falu egészen 1977-ig önálló önkormányzattal rendelkezett, amikor összevonták Aalst városával. 1986-ban három szomszédos faluval együtt megalakították a "Faluintjesgemeenten" faluszövetséget.
Herdersem 1843. augusztus 11-én kapta meg címerét, amely ezüst mezőben három azúrkék sáv, közötte tíz fekete korong. Ezt arany pajzs veszi körül, amin nyolc azúrkék kereszt található. A címer mai formája a spanyol nemesúr, Don Gaspard de Valdez családi címerére vezethető vissza, aki 1620-ban szerezte meg a falut magának.

## Látnivalók

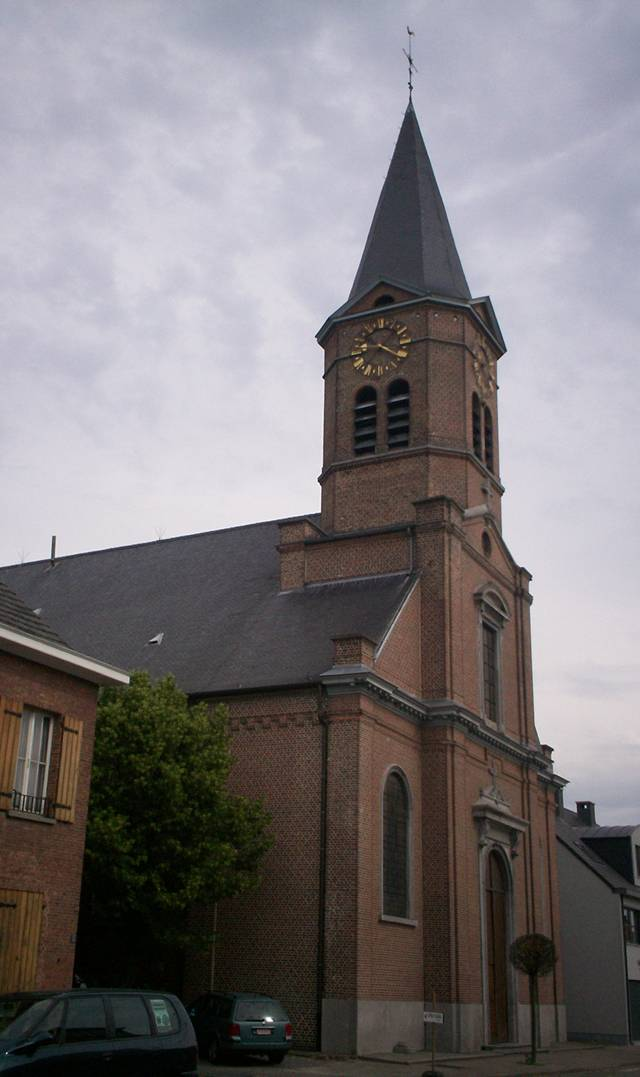

- Az Onze-Lieve-Vrouw ten Beeldeken templom vörös téglából épült kápolnája () a 15. században épült
- 17. századi Monnikenhof, az afflilgemi apátság helyi központja
- A régi egyházközségi templom sekrestyéje () a 18. századból származik
- A település területén és környékén számos, 19. századi útmenti kápolna látható (, , , , [halott link])
- A új templom, az Onze-Lieve-Vrouw-Tenhemelopneming (épült 1859-1861 között)  műemlék épület, Van Peteghem-orgonájával
- A Liser család késő-klasszicista stílusban épült háza(https://web.archive.org/web/20040503090645/http://users.pandora.be/a114539/Herdersem/Liser.jpg)
- A parókia épülete ()

Herdersem egyik nevezetessége a falu védőszentje, Szent Antal ünnepnapján tartott megemlékezés, a St. Antoniusverering és az ünnepségek.

## A falu szülöttei
- Alfons De Cock (1850-1921), író és folklórkutató
- Jozef De Cock  (1877-1944), pap, író és a német filozófia doktora

## Külső hivatkozások
- KSA Herdersem ifjúsági egyesület
- Chiro Herdersem Archiválva 2008. április 5-i dátummal a Wayback Machine-ben
- Herdersem templomai Archiválva 2007. szeptember 29-i dátummal a Wayback Machine-ben
- Kouterbaan Beekkant Middenweg Archiválva 2004. november 1-i dátummal a Wayback Machine-ben negyed - hagyományőrző egyesület
- Herdersem egyházközség Archiválva 2008. február 6-i dátummal a Wayback Machine-ben